# S. Sárdi Margit
S. Sárdi Margit (Siposné) (Budapest, 1947. július 2. –) magyar irodalomtörténész, egyetemi tanár.

## Életpályája
Szülei: Sárdi Ödön és Audi Aranka. 1953-1961 között a Lázár Vilmos Általános Iskola tanulója volt. 1961-1965 között a Bagi Ilona Leánygimnázumban tanult. 1965-1966 között a Kőbányai Sörgyárban üzemírnok volt. 1966-1971 között az Eötvös Loránd Tudományegyetem Bölcsészettudományi Karának magyar-orosz szakos hallgatója volt. 1971-ben a budapesti Eötvös József Gimnáziumban volt óraadó tanár. 1971-1995 között az Eötvös Loránd Tudományegyetem Bölcsészettudományi Kar régi magyar irodalomtörténeti tanszékén volt tudományos továbbképzési ösztöndíjas, tanársegéd és adjunktus, 1995 óta docens. 2003 óta a Magyar Scifitörténeti Társaság alapító elnöke.

## Munkássága
Kutatási területe a XVII.-XVIII. századi magyar irodalom, pl. Petrőczy Kata Szidónia költészete. Kiadja Hermányi Dienes József szépprózai munkáit (1992), Mikes Kelemen törökországi leveleit (1997), 16.-19. századi magyar költőnőket (1997, 1999), Rozsnyai Dávid, Koháry István, Petrőczy Kata Szidónia és Kőszeghy Pál verseit (2000), 16.-18. századi útinaplókat (2002), a Göcseji Helikon költőnőinek munkáit (2002).

## Magánélete
1970-ben házasságot kötött Sipos Leventével. Három gyermekük született: Balázs (1972), Anikó (1975-1999) és Lilla (1977).

## Művei
- Petrőczy Kata Szidónia költészete (1976)
- Magyar elbeszélők, 16-18. század (1986)
- Gyenis Vilmos: Hermányi Dienes József (1991)
- Hermányi Dienes József szépprózai munkái (1992)
- Mikes Kelemen törökországi levelei (1997)
- Mégis románc (regény, 1997)
- Magyar költőnők antológiája (összeállította Tóth Lászlóval, 1997)
- Szerep és alkotás. Női szerepek a társadalomban és az alkotóművészetben (szerkesztette, 1997)
- Magyar nőköltők XVI-XIX. századig (1999)
- Az idő hídján. A mai magyar SF tükre; szerk., bev. S. Sárdi Margit, utószó Erdei Pálma; N&N, Bp., 2000 (Möbius)
- Bécsi utazások (17-18. századi útinaplók, 2001)
- A Göcseji Helikon költőnői (2002)
- Hermányi Dienes József jegyzetkönyve; sajtó alá rend. S. Sárdi Margit; Attraktor, Máriabesnyő, 2011 (Scriptores rerum Hungaricarum)
- Balassa Ágnes szakácskönyve. Anno 1769; sajtó alá rend. S. Sárdi Margit; Attraktor, Máriabesnyő, 2012 (Intra Hungariam...)
- Bethlen Kata orvosló könyve. Anno 1737; sajtó alá rend. S. Sárdi Margit; Attraktor, Máriabesnyő, 2012 (Intra Hungariam...)
- Szentgyörgyi János: Testi orvosságok könyve; sajtó alá rend., utószó S. Sárdi Margit; Attraktor, Máriabesnyő, 2012 (Intra Hungariam...)
- Wesselényi Kata: Gazdasszonynak szükséges könyv; sajtó alá rend. S. Sárdi Margit; Attraktor, Máriabesnyő, 2012 (Intra Hungariam...)
- Csenálossi Ravazdi András: Méhtolmács; sajtó alá rend., utószó S. Sárdi Margit; Attraktor, Máriabesnyő, 2013 (Intra Hungariam...)
- Háziasszonyi fortélyok a 18. században. Válogatás korabeli kéziratos munkákból; sajtó alá rend., utószó S. Sárdi Margit; Attraktor, Máriabesnyő, 2013 (Intra Hungariam...)
- Mindenféle orvosságoknak rend szedése. XVII. századi gyógyító receptes kézirat; sajtó alá rend., utószó S. Sárdi Margit; Attraktor, Máriabesnyő, 2013 (Intra Hungariam...)
- Napló-könyv. Magyar nyelvű naplók 1800 előtt; Attraktor, Máriabesnyő, 2014
- Próbált orvosságok leírva. Válogatás XV-XVII. századi gyógyító receptes kéziratokból; sajtó alá rend., utószó S. Sárdi Margit; Attraktor, Máriabesnyő, 2014 (Intra Hungariam...)
- Liktáriumos könyv, 1764; sajtó alá rend., utószó S. Sárdi Margit; Attraktor, Máriabesnyő, 2017 (Intra Hungariam...)
- Gellén Gergely orvosságos könyve, 1680; sajtó alá rend., utószó S. Sárdi Margit; Attraktor, Máriabesnyő, 2017 (Intra Hungariam...)
- Gyermekeknek kézikönyvecskéjek. Gyermeknevelési és illemtankönyvek a 16-18. századból; sajtó alá rend., utószó S. Sárdi Margit; Attraktor, Máriabesnyő, 2019 (Intra Hungariam...)
- Hasznos házi orvosságok, 18. század; sajtó alá rend., utószó S. Sárdi Margit; Attraktor, Máriabesnyő, 2019 (Intra Hungariam...)
- Madách Gáspár–Balassi Péter: Házi patika, 1713; sajtó alá rend., utószó S. Sárdi Margit; Magyarságkutató Intézet–Attraktor, Bp.–Máriabesnyő, 2019 (Intra Hungariam...)
- Rhédei Ádám útinaplója, 1788–1792; sajtó alá rend., jegyz., utószó S. Sárdi Margit; Attraktor, Máriabesnyő, 2019 (Élet-utak)
- Orvosságos könyv, 1677. Lejegyezte Bihari, Szerdahellyi és egy ismeretlen; sajtó alá rend., utószó S. Sárdi Margit; Attraktor, Máriabesnyő, 2019 (Intra Hungariam...)
- Zay Anna orvoskönyve, 1718; sajtó alá rend., utószó S. Sárdi Margit; Magyarságkutató Intézet–Attraktor, Bp.–Máriabesnyő, 2020 (Intra Hungariam...)
- Állatokat és embereket gyógyító fortélyok, 18. század vége; sajtó alá rend., utószó S. Sárdi Margit; Magyarságkutató Intézet–Attraktor, Bp.–Máriabesnyő, 2020 (Intra Hungariam...)
- Pesti úriasszony szakácskönyve, 1894; sajtó alá rend., utószó S. Sárdi Margit; Attraktor, Máriabesnyő, 2021 (Intra Hungariam...)
- A szakácsmesterségnek rövid leírása. Szakácskönyvek, szakácsreceptek a 18-19. századból; sajtó alá rend., utószó S. Sárdi Margit; Attraktor, Máriabesnyő, 2021 (Intra Hungariam...)
- Pákei Lajos: Az Ausztriai Birodalom némely részeiben tett utazásom jegyzetei, 1830; sajtó alá rend., jegyz., utószó S. Sárdi Margit, családtört. Sas Péter; Attraktor, Máriabesnyő, 2021 (Élet-utak)
- Confectumok készíttésének módja, 1779; sajtó alá rend., utószó S. Sárdi Margit; Attraktor, Máriabesnyő, 2021 (Intra Hungariam...)
- Koszdercka Emmanuel: Egy négy részből álló konyha- és házi könyv, 1782; sajtó alá rend., utószó S. Sárdi Margit; Attraktor, Máriabesnyő, 2022 (Intra Hungariam...)
- Jó gazda asszony, azaz jó gazda asszonyt illető, házi szükségre való, hasznos könyv, 18. század vége; sajtó alá rend., utószó S. Sárdi Margit; Attraktor, Máriabesnyő, 2022 (Intra Hungariam...)
- Mikes Mária: A gazdaasszonyi bölcsességnek tárháza; sajtó alá rend., utószó S. Sárdi Margit; Attraktor, Máriabesnyő, 2023 (Intra Hungariam...)
- Régebbi évekből összegyűjtött, különféle házi és gyógyító receptek. 17-18. század; sajtó alá rend., utószó S. Sárdi Margit; Attraktor, Máriabesnyő, 2023 (Intra Hungariam...)
- Fiúk, hölgyek, fegyvernökök, 1-2.; Könyvműhely.hu–Sipos B., Miskolc–Budapest, 2023
- Gazdaság folytatására szolgáló időtár, azaz Mit melly időben kell tenni a jobb renddel, úgyszintén a majorság körül. Öszveírattatott 1813. esztendőben, K. I. által; sajtó alá rend., utószó S. Sárdi Margit; Attraktor, Máriabesnyő, 2023 (Intra Hungariam...)
- Hasznos tanítások az emberek betegségei ellen. 18. század vége; sajtó alá rend., utószó S. Sárdi Margit; Attraktor, Máriabesnyő, 2024 (Intra Hungariam...)
- Herbarium, avagy Némelly orvosságra való füveknek hasznairól. Carol Clusius, András Mathiolus és a több tudós régi doktoroknak írásiból kiszedegettetett és magyarra fordéttatott orvoskönyv; sajtó alá rend., utószó S. Sárdi Margit; Attraktor, Máriabesnyő, 2024 (Intra Hungariam...)
- Írak és kenők készítése. 17. század; sajtó alá rend., utószó S. Sárdi Margit; Attraktor, Máriabesnyő, 2024 (Intra Hungariam...)
- Erdélyi süteményreceptek a századfordulóról; sajtó alá rend., utószó S. Sárdi Margit; Attraktor, Máriabesnyő, 2025 (Intra Hungariam...)

## Díjai, kitüntetései
- Kiváló munkáért (1988)
- Kiváló oktató (1990)
- Az irodalomtudományok kandidátusa (1994)
- Faludi Ferenc Alkotói Díj (2015)[2]